# Боково-Платове
Бо́ково-Пла́тове — селище в Україні, в Антрацитівській міській громаді Ровеньківського району Луганської області. Внаслідок степової пожежі у вересні 2024 вигоріло повністю, російська окупаційна адміністрація ЛНР відмовилась гасити пожежу, мотивуючи малою кількістю пожежних машин.

## Населення

### Мова
Розподіл населення за рідною мовою за даними перепису 2001 року:
| Мова       | Кількість | Відсоток |
| ---------- | --------- | -------- |
| російська  | 2666      | 86.00%   |
| українська | 430       | 13.87%   |
| білоруська | 2         | 0.07%    |
| болгарська | 1         | 0.03%    |
| румунська  | 1         | 0.03%    |
| Усього     | 3100      | 100%     |

## Географія
Розташоване на р. Кріпенькій (бас. р. Міусу), на автостраді Харків — Ростов-на-Дону, за 5 км від залізничної станції Антрацит. У межах Боково-Платового — видобування вугілля, радгосп, середня, 3 початкові школи, річна гірничопромислова школа, церковно-парафіяльна школа, 6 клубів.